# Feyyaz Yazıcı
Feyyaz Yazıcı (ur. 5 lipca 1992) – turecki judoka.
Uczestnik mistrzostw świata w 2011 i 2013. Startował w Pucharze Świata w 2009-2019. Brązowy medalista igrzysk śródziemnomorskich w 2013  roku.